# 威廉·弗卢塞尔

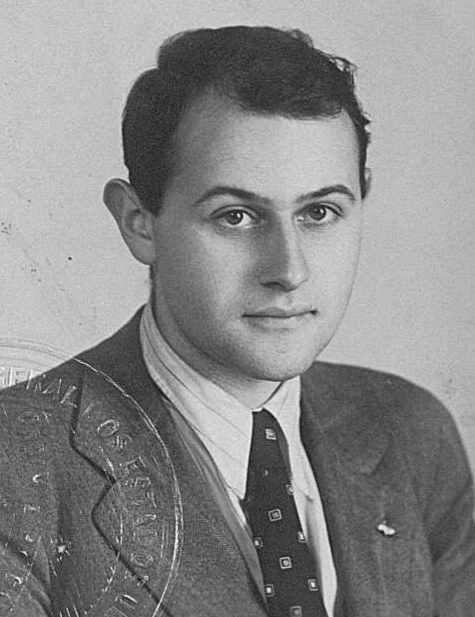
1940年的威廉·弗卢塞尔

威廉·弗卢塞尔（捷克語：Vilém Flusser；1920年5月12日—1991年11月27日），生於捷克的傳播學與媒体素养学家，致力研究書寫文化的衰亡與技術圖像文化的興起，以及這一嬗變中世界、人和社會的關係的發展。

## 生平
弗卢塞尔生於布拉格的猶太書香門第，乃父是布拉格大學的數學教授。1938年，弗卢塞尔進入布拉格大學學習哲學，翌年不得不逃避納粹，遠走異鄉。1940年之前，弗卢塞尔與未來的妻子住在倫敦她的父母家中，並在那兒繼續學業。弗卢塞尔的父母、祖父母和姊妹未能逃出，全部死於猶太人大屠殺。
畢業後，他與妻子移居巴西。在約1950年之前，弗卢塞尔從事進出口貿易工作。而後在1950年到1951年，他參與協助一項關於十八世紀思想史的著作計畫，到1960年他與巴西哲學協會有密切的聯繫，並發表多篇論文。自1962年開始，他成為該協會的成員，並於同年在巴西的圣保罗大学教授傳播学理論。1967年之後，他成為聖保羅電影高等學院的教授，並發表國際性的論文。1972年由於該國軍事政權衝突，弗卢塞尔全家人移居到義大利南蒂羅爾的梅拉诺，其後定居於該省的罗比翁（Robion）。
1991年，他應弗里德里希‧基特勒之邀，到德國波鴻大學任客座教授。同年，在布拉格歌德學院發表完生平最后一篇論文之後，在德國邊界附近的一場車禍中喪生。弗卢塞尔最後被安葬於布拉格的猶太人公墓。